# 巴西福塔莱萨圣殿

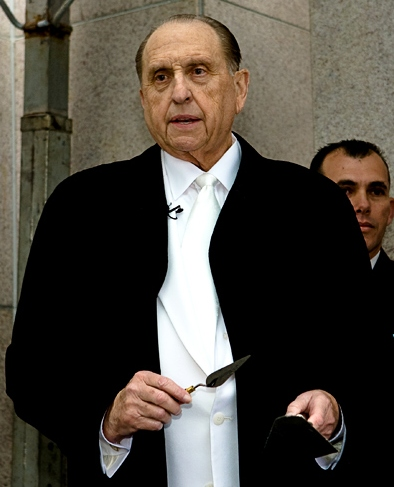

巴西福塔雷萨圣殿（Fortaleza Brazil Temple）是耶穌基督後期聖徒教會的第164个圣殿，也是巴西的第7座圣殿，位于福塔雷萨, 巴西。
2009年10月3日，耶穌基督後期聖徒教會总会会长托马斯·孟荪宣布将建造巴西福塔雷萨圣殿以及猶他布里格姆城聖殿、智利康塞普西翁圣殿、佛罗里达劳德代尔堡圣殿和日本札幌圣殿。2014年5月，政府批准开工建造。不过开工仪式早在2011年11月已经举行，但是原计划建造的双塔未获批准，因此重新设计。2019年1月10日，巴西福塔雷萨圣殿在4月27日到5月19日对公众开放（主日除外） 2019年6月2日举行了奉献仪式。